# Inishkeen
Inishkeen lub Innishkeen (irl. Inis Caoin) – wieś w hrabstwie Monaghan w Irlandii położone przy granicy z hrabstwem Louth oraz Armagh w Irlandii Północnej. Znajduje się około 17 km od Dundalk i 12 km od Carrickmacross.